# دپ در برابر روزنامه‌های نیوز گروپ
دپ در برابر روزنامه‌های نیوز گروپ (به انگلیسی: Depp v News Group Newspapers Ltd) یک محاکمه افترا در انگلستان بود. این محاکمه توسط بازیگر آمریکایی جانی دپ آغاز شد که از روزنامه‌های نیوز گروپ (ان‌جی‌ان) و سردبیر اجرایی دن ووتن به دلیل افترا پس از انتشار مقاله‌ای در نسخه‌های آنلاین و چاپی آن‌ها توسط روزنامهٔ د سان که در آن دپ را «کتک‌زننده همسر» نامیده و از بازیگری او در جانوران شگفت‌انگیز: جنایات گریندل‌والد انتقاد کرده بودند، شکایت کرد. در این مقاله ادعا شده بود که دپ در طول رابطه با همسر سابقش، امبر هرد، او را مورد آزار و اذیت قرار داده‌است. دادگاه عالی دریافت که دپ ادعای افترای خود را از دست داده‌است زیرا ادعاهای مطرح شده توسط هرد «به‌طور قابل ملاحظه‌ای درست» تشخیص داده شد.
هرد در مه ۲۰۱۶ زمانی که درخواست طلاق و دستور منع موقت علیه دپ را داده بود به‌طور علنی ادعا کرده بود که دپ از او سوء استفاده کرده‌است. در آوریل ۲۰۱۸، د سان، که توسط روزنامه‌های نیوز گروپ (ان‌جی‌ان) منتشر می‌شود، مقاله‌ای با عنوان «دیوونه‌شدم چطور می‌تونه جی. کی. رولینگ واقعاً خوشحال باشه که نقشی را به جانی دپ، یک همسر کتک‌زن، در فیلم جدید جانوران شگفت‌انگیز داده؟» در ژوئن ۲۰۱۸، دپ از روزنامه‌های نیوز گروپ، ناشر روزنامه انگلیسی د سان و سردبیر آن دن ووتن به دلیل افترا شکایت کرد. او گفت که می‌خواهد نام خود را پاک کند و ادعا کرد که هرد در مورد سوء استفاده دروغ گفته‌است و در واقع هرد او را مورد آزار قرار داده‌است. این محاکمه در انگلستان برگزار شد و دپ و هرد هر دو در دیوان عالی دادگستری در لندن شهادت دادند.
دپ مدعی شد که در این رابطه هرد متجاوز اصلی بوده‌است و اینکه او ادعاهای سوء استفاده را ابداع کرده و در مورد استفاده خودش از مواد مخدر بی‌صداقت بوده‌است، که مسائلی مانند «خشم و حسادت» و «میل او به خشونت» را تشدید کرده‌است. در دفاع از خود، ان‌جی‌ان و ووتن استدلال کردند که مقالهٔ آن‌ها دقیق است و دپ در طول رابطه‌اش با هرد به خصوص زمانی که او مست بوده از او سوء استفاده کرده‌است. ووتون و ان‌جی‌ان در دفاع از خود، چهارده مورد سوءاستفاده خانگی که ادعا شد توسط دپ انجام شده باشد را ارائه کردند. این محاکمهٔ سه‌هفته‌ای در ژوئیه ۲۰۲۰ در لندن برگزار شد و توجه همگان را جلب کرد.
در ۲ نوامبر ۲۰۲۰، قاضی اندرو نیکول در دادگاه عالی حکم داد که دپ پرونده خود را باخته‌است زیرا دوازده مورد از چهارده مورد ادعا شده توسط ان‌جی‌ان و ووتون «بر اساس استاندارد مدنی ثابت شده‌است». نیکول ادعای دپ مبنی بر اینکه هرد یک «جوینده پول» بود که علیه او «فریبکاری» انجام می‌داد را با این استناد رد کرد، که هرد مدعی شده بود که پس از توافقنامه طلاق ۷ میلیون دلاری تمام آن پول را به امور خیریه خواهد کرد. دادگاه ادعای هرد را پذیرفت که ادعاهای او تأثیر منفی بر حرفه و فعالیت او داشته‌است. چهار روز پس از صدور حکم، دپ از فیلم جانوران شگفت‌انگیز: اسرار دامبلدور به درخواست برادران وارنر، کمپانی سازنده آن، استعفا داد. در مارس ۲۰۲۱، دادگاه تجدیدنظر درخواست دپ برای تجدید نظر در این حکم را رد کرد. این پرونده به عنوان آسیبی به حرفه دپ و شهرت عمومی برای هرد تلقی شد.

## واکنش‌ها به حکم

### اظهارات دپ، ان‌جی‌ان و هرد
پس از این حکم، ان‌جی‌ان بیانیه‌ای صادر کرد و گفت: «سان بیش از ۲۰ سال است که برای قربانیان آزار خانگی به پاخاسته و کمپین کرده‌است. قربانیان آزار خانگی هرگز نباید ساکت شوند و ما از قاضی به خاطر توجه دقیقش و از امبر هرد به خاطر شجاعتش در ارائه شهادت به دادگاه تشکر می‌کنیم.» وکیل هرد، الین چارلسون بردهوف، که وکالت او را در پرونده افترا در ایالات متحده برعهده دارد، اظهار داشت: «برای کسانی از ما که در دادگاه عالی لندن حضور داریم، این تصمیم و قضاوت تعجب آور نیست. به زودی، ما شواهد گسترده‌تری را در ایالات متحده ارائه خواهیم کرد. ما متعهد به احقاق عدالت برای امبر هرد در دادگاه ایالات متحده و دفاع از حق آزادی بیان خانم هرد هستیم.»
شرکت وکلای شیلینگز، که وکالت دپ در این پرونده را بر عهده داشت، بیانیه عمومی زیر را ارائه کرد: «بیش از همه نگران کننده، تکیه قاضی به شهادت امبر هرد، و بی‌توجهی متناظر به کوهی از شواهد متقابل از افسران پلیس، پزشکان، دستیار سابق خود او، شاهدان دیگر و مجموعه‌ای از شواهد مستند بود که به‌طور کامل ادعاها را نقطه به نقطه را تضعیف می‌کند. همه اینها نادیده گرفته شد. قضاوت آنقدر ناقص است که برای آقای دپ مضحک خواهد بود که به این تصمیم اعتراض نکند.» چهار روز پس از صدور حکم، دپ از نقش گلرت گریندلوالد در مجموعه فیلم‌های جانواران شگفت‌انگیز به درخواست برادران وارنر، کمپانی سازنده آن، کناره‌گیری کرد. او متعاقباً با مس میکلسن جایگزین شد.

### رسانه‌ها
رسانه‌ها این محاکمه را حتی قبل از شروع آن هم برای دپ و هم برای هرد مضر می‌دانستند. پس از صدور حکم، مارک بورکوفسکی، عامل روابط عمومی اظهار داشت که دادگاه ادعاهای مطرح شده توسط هرد را مورد توجه مخاطبان وسیع تری قرار داده‌است و این «یکی از بزرگترین شکست‌های نمایشی برای مدت طولانی» بوده‌است. مارک استفنز، مدیر روابط عمومی، اظهار داشت که پیگیری این پرونده «نمونه دیگری از خود تخریبی [دپ] بوده‌است» و اینکه «روش اداره این پرونده مایه حیرت بزرگی است زیرا امبر هرد در برابر تمام مواردی که او استفاده کرده محاکمه شد. نحوه سوء استفاده ثانویه [هرد] از دادگاه موضوعی است که سالهای آینده مورد بررسی قرار خواهد گرفت.» تاتیانا سیگل از هالیوود ریپورتر اظهار داشت که این محاکمه صرفاً «نقطه نگارشی» برای «انفجار خودساخته» دپ در چهار سال گذشته بود و او اکنون در هالیوود به عنوان یک عنصر نامطلوب در نظر گرفته می‌شود.

### دادخواست‌های آنلاین
پس از صدور حکم، یک دادخواست قدیمی برای بازگرداندن دپ در نقش کاپیتان جک اسپارو به فرانچایز دزدان دریایی کارائیب دوباره مطرح شد و بیش از ۳۰۰۰۰۰ امضا دریافت کرد. جسیکا راودن از سینمابلند اظهار داشت که این عریضه غیرقابل اجرا است زیرا احتمال ساخت فیلم جدیدی در این مجموعه حتی بدون جنجال‌هایی که پیرامون دپ وجود دارد، از نظر مالی کمتر خواهد بود. درخواست دیگری برای بازگشت دپ در جانوران شگفت‌انگیز: اسرار دامبلدور بیش از ۱۵۰۰۰۰ امضا دریافت کرد. درخواست حذف هرد از دنباله آکوامن نیز بیش از ۳ میلیون امضا دریافت کرد. هرد این طومار را محکوم کرد و آن را یک «کمپین پولی» نامید. او در مصاحبه‌ای با اینترتینمنت ویکلی اظهار داشت: «شایعه‌های پولی و کمپین‌های پولی در رسانه‌های اجتماعی [تصمیمات بازیگری] را دیکته نمی‌کنند زیرا هیچ مبنایی در واقعیت ندارند. فقط طرفداران باعث شدند که اکوامن و آکوامن ۲ اتفاق بیفتند. من برای شروع سال آینده هیجان زده هستم.»